# 本名和幸
本名和幸（日語：本名ワコウ，?—），日本的漫畫家，代表作為青年漫畫《偷窺孔》。

## 簡歷
- 2008年，於小學館的手機漫畫網站「モバMAN」開始《隣人バリュー》的連載。
- 2009年，於「モバMAN」開始《偷窺孔》的連載。
- 2011年，於《週刊少年SundayーS（日语：週刊少年サンデーS）》開始《偷×看》的短期連載。
- 2013年，《偷窺孔》完結。
- 2015年，《偷×看》完結。
- 2016年，於《週刊少年Sunday》開始《碰觸知心聲（日语：ふれるときこえる）》的連載，同年完结。

## 作品
- 隣人バリュー（モバMAN，未出單行本）
- 偷窺孔（ノ・ゾ・キ・ア・ナ，モバMAN，2009年1月23日 - 2013年2月1日） - 全13卷
- 偷×看（ノゾ×キミ，週刊少年SundayーS，2012年5月號 - 2014年4月號 → 週刊少年Sunday，2014年26號 - 2015年20號） - 全8卷
- 觸碰到你的心聲（日语：ふれるときこえる）（週刊少年Sunday，2016年4・5合併号 - 2016年45号） - 全4卷
- 變身照相機（ハダカメラ，サンデーうぇぶり，2017年4月5日 - 2019年2月6日） - 全9卷
- 同步快感（カイカンドウキ，サンデーうぇぶり，2019年9月23日 - 2021年） - 全9卷
- 成人直播搭檔（ふたりハイシン，2022年 -2024年） - 全5卷

## 資料來源
- コミック小学館ブックス 公式配信 作者@本名ワコウ （页面存档备份，存于）

## 外部連結
- 小学館 -Shogakukan-：本名ワコウ （页面存档备份，存于）（日語）
- WEBサンデー サンデーまんが家BACKSTAGE｜本名ワコウ （页面存档备份，存于）（日語）